# Allobates subfolionidificans
Allobates subfolionidificans är en groddjursart som först beskrevs av Lima, Sanchez och Souza 2007.  Allobates subfolionidificans ingår i släktet Allobates och familjen Aromobatidae. IUCN kategoriserar arten globalt som sårbar. Inga underarter finns listade i Catalogue of Life.